# State Care Monument
Een State Care Monument, ook HED State Care Monument of Historic Environment Division State Care Monument, is een monument dat in staatsbeheer is bij de Historic Environment Division, onderdeel van de Department for Communities van de overheid van Noord-Ierland.
De eerste monumenten werden in 1869 in staatsbeheer genomen. Anno 2023 worden circa 186 monumenten beheerd.
De HES is vergelijkbaar met de Historic Environment Scotland in Schotland, English Heritage in Engeland en Cadw in Wales.